# Peppermint OS
 (avril 2022).
La mise en forme du texte ne suit pas les recommandations de Wikipédia : il faut le « wikifier ».
Les points d'amélioration suivants sont les cas les plus fréquents. Le détail des points à revoir est peut-être précisé sur la page de discussion.
- Les titres sont pré-formatés par le logiciel. Ils ne sont ni en capitales, ni en gras.
- Le texte ne doit pas être écrit en capitales (les noms de famille non plus), ni en gras, ni en italique, ni en « petit »…
- Le gras n'est utilisé que pour surligner le titre de l'article dans l'introduction, une seule fois.
- L'italique est rarement utilisé : mots en langue étrangère, titres d'œuvres, noms de bateaux, etc.
- Les citations ne sont pas en italique mais en corps de texte normal. Elles sont entourées par des guillemets français : « et ».
- Les listes à puces sont à éviter, des paragraphes rédigés étant largement préférés. Les tableaux sont à réserver à la présentation de données structurées (résultats, etc.).
- Les appels de note de bas de page (petits chiffres en exposant, introduits par l'outil «  Source ») sont à placer entre la fin de phrase et le point final[comme ça].
- Les liens internes (vers d'autres articles de Wikipédia) sont à choisir avec parcimonie. Créez des liens vers des articles approfondissant le sujet. Les termes génériques sans rapport avec le sujet sont à éviter, ainsi que les répétitions de liens vers un même terme.
- Les liens externes sont à placer uniquement dans une section « Liens externes », à la fin de l'article. Ces liens sont à choisir avec parcimonie suivant les règles définies. Si un lien sert de source à l'article, son insertion dans le texte est à faire par les notes de bas de page.
- La présentation des références doit suivre les conventions bibliographiques. Il est recommandé d'utiliser les modèles {{Ouvrage}}, {{Chapitre}}, {{Article}}, {{Lien web}} et/ou {{Bibliographie}}. Le mode d'édition visuel peut mettre en forme automatiquement les références.
- Insérer une infobox (cadre d'informations à droite) n'est pas obligatoire pour parachever la mise en page.

Pour une aide détaillée, merci de consulter Aide:Wikification.
Si vous pensez que ces points ont été résolus, vous pouvez retirer ce bandeau et améliorer la mise en forme d'un autre article.
Peppermint OS est une distribution Linux fondée sur Debian Stable, elle utilise l'environnement de bureau Xfce. Il vise à fournir un environnement familier aux nouveaux venus sur Linux, qui nécessite des ressources matérielles relativement faibles pour fonctionner,,,.

## Principes de conception
Peppermint OS est livré avec peu d'applications natives et une interface de bureau traditionnelle. Ce qui a initialement rendu Peppermint unique, c'est son approche de création d'un poste de travail hybride qui intègre à la fois des applications cloud et locales. À la place des applications traditionnellement natives pour les tâches courantes (traitement de texte, édition d'images), il est livré avec l'application Ice personnalisée, qui permet aux utilisateurs de créer des navigateurs spécifiques au site (SSB).
Dans Peppermint OS, le navigateur open source Firefox est utilisé pour activer un navigateur spécifique au site (SSB) pour les applications cloud. Au lieu d'ouvrir un navigateur puis de visiter un site d'application, une fenêtre de navigateur dédiée est intégrée au système pour une application spécifique. La prise en charge du navigateur Web Firefox (aux côtés des navigateurs Web Chromium et Chrome ) a été ajoutée à l'application Ice personnalisée à l'automne 2015, permettant la création de SSB dans une fenêtre de navigateur Web. Peppermint OS est un projet où vous pouvez marier le cloud au bureau, comme avec tout système d'exploitation basé sur Ubuntu, il est possible pour les utilisateurs d'installer des applications nativement à partir de référentiels compatibles Ubuntu, permettant d'exécuter des applications fondées sur le cloud juste à côté du logiciel de bureau. Comme toute autre distribution Linux, il permet d'installer des packages tels que LibreOffice, GIMP, VLC, Skype, etc. Peppermint est construit à partir d'Ubuntu et prend en charge tout ce qu'Ubuntu prend en charge. Peppermint OS est livré avec mintInstall, Synaptic et GDebi pour faciliter cela.

## Nomenclature
L'homonyme de Peppermint est Linux Mint. Les développeurs voulaient à l'origine utiliser la configuration et les utilitaires provenant de Linux Mint couplés à un environnement moins exigeant en ressources et plus axé sur l'intégration Web. Ils ont estimé que le concept était une version "plus épicée" de Mint, donc le nom Peppermint était un choix naturel.
Alors que Linux Mint est connu pour son bureau Cinnamon, Peppermint utilise un bureau par défaut qui est un hybride basé principalement sur des composants sélectionnés de LXDE et XFCE qui est nettement plus léger.
Peppermint publie régulièrement des mises à jour à une cadence décente depuis au moins 2010, date de sa première publication.

## Histoire
Peppermint OS a été initialement conçu au Black Rose Pub à Hendersonville, Caroline du Nord, États-Unis, lors d'une nuit de beuveries et de discussions sur l'avenir de Linux de bureau. Peppermint a été initialement conçu pour être une distribution centrée sur les médias sociaux.
Les versions de développement pré-alpha consistaient en un large éventail de directions potentielles avant que la décision de bifurquer Lubuntu ne soit prise. Il y a eu pas mal d'expérimentations avec KDE, E17, Adobe Air et plusieurs bases de code différentes en janvier et février 2010. Les versions alpha utilisant la base de code Lubuntu 10.04 ont commencé en mars 2010. Peppermint a été distribué à un petit groupe de bêta-testeurs privés en avril 2010 où il est resté privé jusqu'à la première version publique.
- Le 9 mai 2010, Peppermint One est sorti. En moins d'une semaine, il a reçu plus de 25 000 téléchargements[15]. Il a rapidement dépassé son hébergeur et est passé au VPS. NET . VPS. NET est devenu le premier sponsor officiel du projet Peppermint[16].
- Le 20 juin 2010, Peppermint Ice est sorti[17]. Il arborait Chromium comme navigateur par défaut et comportait un thème bleu et noir pour le distinguer de Peppermint One.
- Le 10 juin 2011, Peppermint Two est sorti[18]. Combinant des aspects des deux éditions précédentes, il a intégré Chromium comme navigateur par défaut aux côtés de l'application Ice pour créer des navigateurs spécifiques au site. C'était aussi la première édition de Peppermint à être disponible en versions 32 et 64 bits.
- Le 23 juillet 2012, Peppermint Three est sorti[19]. Le dépôt stable de Chromium était activé par défaut ; thème très léger et illustrations par défaut ; moins d'applications Web par défaut dans le menu ; il est livré avec GWoffice ; et GIMP 2.8 a été ajouté au référentiel Peppermint[20].
- Le 13 juin 2013, Peppermint Four est sorti[21]. Peppermint Four était basé sur la base de code Ubuntu 13.04 et utilisait l'environnement de bureau LXDE, mais avec Xfwm4 au lieu d'Openbox comme gestionnaire de fenêtres. Des exemples de jeux, Entanglement et First Person Tetris, ont été ajoutés. Certains métapaquets ont également été ajoutés pour des tâches courantes telles que les arts graphiques et la photographie dans la section En vedette du gestionnaire de logiciels[22].
- Le 23 juin 2014, Peppermint Five est sorti[23]. « Avec cette version, nous nous préparons pour l'avenir. Le paysage technologique est en constante évolution et nous répondons toujours pour répondre aux besoins de nos utilisateurs. Nous sommes déterminés à 100 % à fournir un système d'exploitation rapide, sécurisé et disponible partout. Peppermint Five est un autre pas dans cette direction. » - Shane Remington - COO de Peppermint OS, LLC
- Le 31 mai 2015, Peppermint Six est sorti[24]. « Peppermint est ravi d'annoncer le lancement de notre dernier système d'exploitation, Peppermint Six. Léger et conçu pour la vitesse, Peppermint Six tient cette promesse, que vous utilisiez un logiciel sur votre ordinateur de bureau, en ligne ou en utilisant des applications fondées sur le cloud. Je veux profiter de cette occasion pour remercier Mark Greaves, qui a intensifié et produit la plupart de ce que vous voyez ici dans Peppermint Six. Mark joue maintenant un rôle majeur ici chez Peppermint en dirigeant l'équipe de développement. Je pense que vous serez impressionné par ce que lui et les autres ont mis en place dans Peppermint Six. » - Shane Remington - COO de Peppermint OS, LLC
- Le 24 juin 2016, Peppermint Seven est sorti[25]. « L'équipe Peppermint est heureuse d'annoncer notre dernier système d'exploitation Peppermint 7, il est disponible en éditions 32 bits et 64 bits, cette dernière ayant une prise en charge complète de UEFI/GPT/Secure Boot intégrée, une nouvelle version de Ice (notre cadre de navigation interne spécifique au site ) est également inclus avec la prise en charge complète du navigateur Web Firefox ainsi que Chromium / Chrome. » - Mark Greaves (PCNetSpec) - Chef d'équipe de développement et administrateur de support.

Le 14 janvier 2020, le PDG de Peppermint, Mark Greaves (PCNetSpec), est décédé à l'hôpital. Après avoir repris Peppermint de Shane Remington et Kendall Weaver peu de temps après Peppermint 5, Mark a consacré sa vie à Peppermint avec le soutien de sa famille et a continué à publier plus de versions de Peppermint jusqu'à Peppermint 10 et une version de Peppermint 10. L'annonce officielle a été faite sur le forum Peppermint et un fonds commémoratif a été créé par sa famille pour honorer l'héritage de Mark.
Le 2 février 2022, PeppermintOS a publié une nouvelle version pour la première fois en deux ans, ses principales nouvelles fonctionnalités et modifications incluent :
- Peppermint est maintenant basé sur Debian Stable 64 bits, au lieu d'Ubuntu ou de ses dérivés ,

- Abandon des composants LXDE au profit de Xfce ,

- Nemo remplace Thunar comme gestionnaire de fichiers par défaut,
- Aucun navigateur Web n'est installé, un navigateur peut être installé à l'aide de l'application Welcome to Peppermint,
- Ubiquity a été remplacé par Calamares pour l'installateur du système

Cloud applications
- 2D/3D Chess (web-based version)
- Editor by Pixlr (online image editor)
- Express by Pixlr (online photo editor)
- Entanglement (web-based version)
- First-Person Tetris (web-based version)
- Gmail (Google's webmail)
- Google Calendar (time-management web app)
- Google Drive (cloud storage and file sharing)
- Mahjong (web-based version)
- Peppermint Community Forum
- Peppermint User's Guide
- Solitaire (web-based version)

Native applications
- Dropbox (file hosting service)
- GDebi (package installer)
- Ice[8] (site-specific browser/SSB manager)
- mintInstall (software manager)
- mintStick (USB stick formatter and USB image writer tools)
- Nemo (gestionnaire de fichiers)
- Peppermint Control Center[29] (configuration application)
- Pluma (UTF-8 text editor)
- Sakura (simple/powerful VTE-based terminal emulator)
- Synaptic (package manager)
- Transmission (BitTorrent client)
- VLC ('all-in-one' media player and streaming media server)

## Historique des versions
Peppermint OS utilise un calendrier de publication hybride. Les mises à jour sont déployées selon les besoins de manière continue, mais il ne s'agit pas d'une "véritable version continue".
Peppermint est essentiellement un système qui propose des mises à jour d'applications continues et certaines mises à jour du système. Périodiquement, un Respin est publié qui intègre des corrections de bugs mineurs et des mises à jour récentes.

### Publication
| Version | Date            | Dernière réponse |
| ------- | --------------- | ---------------- |
| Une     | 9 mai 2010      | 01042011         |
| Glace   | 20 juillet 2010 | 20110302         |
| Deux    | 10 juin 2011    | NC               |
| Trois   | 23 juillet 2012 | NC               |
| Quatre  | 13 juin 2013    | 20131113         |
| Cinq    | 23 juin 2014    | NC               |
| Six     | 31 mai 2015     | NC               |
| Sept    | 24 juin 2016    | NC               |
| Huit    | 28 mai 2017     | NC               |
| 9       | 22 juin 2018    | NC               |
| dix     | 14 mai 2019     | 20191210         |
| 11      | 2 février 2022  | NC               |

#### Peppermint One
- Sortie initiale le 9 mai 2010
- Respin 05222010 - Sortie le 22 mai 2010
- Respin 06172010 - Sortie le 23 juin 2010
- Respin 08042010 - Sortie le 9 août 2010
- Respin 01042011 - Sortie le 4 janvier 2011

Noyau mis à jour vers 2.6.35, HAL complètement supprimé, application de capture d'écran remplacée par PyShot, certains utilitaires de bas niveau et applications de niveau utilisateur mis à jour (GNU Coreutils, Samba, PCManFM, LXTerminal, Firefox et autres),,.

#### Peppermint Ice
- Version initiale 20 juillet 2010
- Respin 10012010 - Sortie le 2 octobre 2010
- Respin 20110302 - Sortie le 7 mars 2011

Le référentiel LFFL a été ajouté. Certains SSB spécifiques à une région, tels que Hulu et Pandora, ont été supprimés de l'installation par défaut. Quelques optimisations d'économie d'espace ont été apportées à l'ISO .

#### Peppermint Two
- Version initiale 10 juin 2011

Chromium est le navigateur Web par défaut, le framework Ice SSB a été écrit pour fonctionner avec Chromium, l'application Ice SSB peut supprimer les SSB ainsi que les créer, a ajouté quelques exemples supplémentaires de SSB à l'installation par défaut, l'apparence et la convivialité ont été remaniées, intégration Dropbox a été amélioré, le lecteur de musique Guayadeque est maintenant le système par défaut, LXKeymap a été inclus dans l'installation par défaut, Gedit remplace Leafpad comme éditeur de texte par défaut.

#### Peppermint Three
- Sortie initiale le 23 juillet 2012

Le référentiel Chromium Stable est maintenant activé par défaut, a décidé d'aller avec un thème très léger et des illustrations par défaut, moins d'applications Web par défaut dans le menu, la première distribution à être livrée avec GWoffice (client Google Docs léger qui s'exécute indépendamment de Chromium), GIMP 2.8 est dans le repo Peppermint, est revenu au gestionnaire de mise à jour de Linux Mint, et une poignée de choses mineures.

#### Peppermint Four
- Version initiale 13 juin 2013
- Respin 20131113 - Sortie le 28 novembre 2013

Meilleure prise en charge du système de fichiers, mtpfs est désormais pris en charge, l'erreur typographique sur l'écran d'arrêt n'est plus présente, le gestionnaire de fichiers est nettement moins bogué et la plupart des mises à jour système disponibles à partir de la base de code Ubuntu 13.04 en amont ont été installées.

#### Peppermint Five
- Version initiale 23 juin 2014

Peppermint Five est basé sur la récente version Linux d'Ubuntu 14.04 Long Term Support (LTS) qui a fait ses débuts le 17 avril. La base de code en amont recevra des mises à jour pendant cinq ans. Peppermint Ice a été réécrit à partir de zéro et est maintenant beaucoup plus stable et plus riche en fonctionnalités que les versions précédentes. La nouvelle fonctionnalité clé est qu'il prend désormais en charge Chrome et Chromium en tant que backend. Peppermint Control Center est notre nouvelle application de paramètres qui fournit une interface intuitive pour personnaliser et gérer vos espaces de travail, le comportement des fenêtres, les paramètres du clavier et du pointeur, les raccourcis clavier et plus encore. Peppermint Five livre avec PulseAudio maintenant,,.

#### Peppermint Six
- Version initiale 31 mai 2015

Peppermint Six est toujours construit sur la base Ubuntu 14.04 LTS (Long Term Support), mais a été déplacé vers la « version intermédiaire » Ubuntu 14.04.2, qui inclut le noyau 3.16 et une pile graphique mise à jour,. PCManFM a été remplacé par le gestionnaire de fichiers Nemo. LXTerminal a été abandonné au profit de Sakura. Le gestionnaire de mise à jour a été remplacé par MintUpdate, mais avec les mêmes paramètres que le gestionnaire de mise à jour. Guayadeque et Gnome MPlayer ont été remplacés par VLC comme « une seule application pour tous les lire ». La visionneuse d'images par défaut a été modifiée de Mirage à l'EOG (Eye of Gnome). Le xfce4-power-manager a été remplacé par mate-power-manager, et i3lock remplace Light Locker comme ScreenLock par défaut. Peppermint Six a également migré vers l'outil de recherche Gnome qui a une interface utilisateur plus intuitive et un contrôle plus fin des critères de recherche. Le nouveau gestionnaire de fonds d'écran (basé sur Nitrogen) facilite désormais la gestion des fonds d'écran. Les outils de création USB "mintstick" de Linux Mint sont désormais inclus par défaut, ce qui rend la création de LiveUSB à partir d'images ISO isohybrides et le formatage de clés USB aussi simples que possible.
- Respin 20150904 - Sortie le 6 septembre 2015

Peppermint 6 64 bits offre désormais la prise en charge de UEFI/Secure Boot, permettant une installation facile aux côtés de Microsoft Windows 8/8.1 / 10 dans des configurations à double/multi-démarrage sur des disques GPT, ou simplement installé seul, sans avoir besoin de passer en mode BIOS hérité. (CSM) ou en désactivant Secure Boot. Une nouvelle version de Ice a été ajoutée au respin avec prise en charge du navigateur Web Firefox (aux côtés des navigateurs Web Chromium et Chrome ), permettant la création de SSB qui s'ouvrent dans une fenêtre Firefox. Quelques légères modifications ont été apportées au thème Peppermix-Dark. Les rayures ont été supprimées du menu par défaut, du gestionnaire de fichiers Nemo, du gestionnaire de paquets Synaptic, etc. Ce respin comprend également quelques corrections de bugs mineurs et ajustements : l'espace disque minimum requis pour l'installation a été ajusté à la baisse de 5,3 Go à 3,8 Go dans Ubiquity. Les restes inutiles du package xfce4-power-manager-data, du commutateur à mate-power-manager, ont été supprimés. Le raccourci clavier en double dans xbindkeys.conf, qui entraînait l'enregistrement des captures de fenêtres via Alt + PrtSc à la fois sur le bureau et dans le répertoire personnel, a été supprimé. De plus, toutes les mises à jour à ce jour ont été incluses dans l'ISO.

#### Peppermint Seven
- Version initiale 24 juin 2016

Parallèlement au passage à la base de code Ubuntu 16.04 LTS (Long Term Support), Peppermint continue de choisir des composants d'autres environnements de bureau et de les intégrer dans un package cohérent, avec son propre logiciel interne. Tout en restant avec la gestion de session de base LXDE pour la légèreté et la rapidité, Peppermint a écouté les demandes des utilisateurs pour un système de menu principal plus moderne, fonctionnel et personnalisable et a remplacé LXPanel en faveur du Xfce4-Panel et du menu Whisker. 'Peppermint Settings Panel' a été ajouté pour regrouper tous les paramètres en un seul endroit. En raison de l'abandon par Google de Chrome 32 bits et du passage aux plugins PPAPI (qui met effectivement fin à la prise en charge de Flash dans Chromium 32 bits), Peppermint est maintenant revenu au navigateur Web Firefox pour la première fois depuis Peppermint One. Étant donné que Firefox est connu pour avoir des problèmes avec les thèmes GTK sombres, tels que les lettres blanches sur fond blanc, Firefox a été verrouillé sur un thème clair, indépendant de la valeur par défaut du système. Pour plus de polyvalence, une application 'Firefox Themer' simple à utiliser a été créée, qui permet aux utilisateurs de déverrouiller/reverrouiller le thème Firefox. 'Ice' prend désormais entièrement en charge la création et la suppression de SSB pour Firefox, Chromium et Chrome. Peppermint 7 a un nouveau look, plus plat que les éditions précédentes (mais pas trop plat) avec un thème GTK sombre par défaut et des choix d'icônes colorées. Une petite collection d'images d'arrière-plan a été ajoutée au bureau, avec l'aimable autorisation du photographe Ray Bilcliff . L'éditeur de texte est passé de GEdit à Pluma en raison de la façon étrange dont GEdit gère désormais les décorations de fenêtre. Il existe également de nombreux autres petits raffinements dans Peppermint 7, en effet une liste définitive et exhaustive qui rendrait ce résumé illisible. Faites un tour et voyez ce que vous pouvez trouver,.

#### Peppermint Eight
- Version initiale 28 mai 2017

Peppermint Eight est toujours basé sur la base de code Ubuntu 16.04 LTS (Long Term Support), mais maintenant avec la série de noyaux 4.8 et une pile graphique améliorée. Ces ajouts offrent des mises à niveau progressives du noyau et de la pile graphique dès qu'ils sont disponibles en amont. Mesa 17.0.2 est implémenté pour une expérience de jeu améliorée. La convivialité du système d'exploitation a été étendue avec une gestion améliorée de la disposition du clavier, le montage automatique des volumes externes, la prise en charge NFS/exFAT prête à l'emploi, un panneau de paramètres Peppermint augmenté, et plus encore,.

#### Peppermint 9
- Sortie initiale : 22 juin 2018

Dans Peppermint Nine, lxrandr a été remplacé par xfce4-display-settings pour les paramètres d'écran. Menulibre est maintenant installé par défaut, le gestionnaire de fichiers Nemo a un nouvel élément dans le menu contextuel du clic droit "Envoyer par mail". Basé sur la base de code 18.04 LTS (support à long terme),,,.

#### Peppermint 10
- Sortie initiale : 17 mai 2019[52]
- Respin 20191210 - Sortie le 18 décembre 2019[53]

Peppermint 10 est basé sur la version 18.04 LTS (support à long terme) d'Ubuntu.

#### Peppermint 11
Publication initiale : 2 février 2022 Peppermint est passé d'Ubuntu à Debian